# Echinochloa obtusiflora
Echinochloa obtusiflora är en gräsart som beskrevs av Otto Stapf. Echinochloa obtusiflora ingår i släktet hönshirser, och familjen gräs.
Artens utbredningsområde är Kamerun. Inga underarter finns listade i Catalogue of Life.